# Johan Smolders
Johan Smolders (Valkenswaard, 11 januari 1961) is een Nederlands voormalig wielrenner.

## Biografie
Tijdens de Paralympische Zomerspelen 1984 in Hampstead, New York (USA) behaalde hij een gouden medaille voor Nederland bij het wielrennen dat toen voor de eerste keer op het programma stond. 
In de categorie Driewielers op de 3.000 meter finishte hij vóór de Noor Johnny Kuiserud en de Duitser Hans Peter Burk in een tijd van 6:08.37. Verder werd hij in 1982 ook wereldkampioen op de 1.500 meter in Denemarken.